# Грузино-нидерландские отношения
Грузино-нидерландские отношения — двусторонние дипломатические отношения между Грузией и Нидерландами. Отношения между двумя странами установлены 22 апреля 1992 года.
У Грузии есть посольство в Гааге, открытое в 2007 году. У Нидерландов есть посольство в Тбилиси с 2001. Обе страны являются полноправными членами ООН и Совета Европы.

## История отношений
Дипломатические отношения установлены 22 апреля 1992 года.
21 января 2020 года министр иностранных дел Нидерландов Стеф Блок посетил Грузию, провел двусторонние встречи с министром иностранных дел Грузии Давидом Залкалиани, посетил офис Миссии наблюдателей Европейского Союза и посетил линию оккупации в Одзи.

## Дипломатические миссии
- Грузия имеет посольство в Гааге, Нидерланды
- Нидерланды имеют посольство в Тбилиси, Грузия